# ピリミジン-デオキシヌクレオシド-1'-ジオキシゲナーゼ
ピリミジン-デオキシヌクレオシド-1'-ジオキシゲナーゼ（pyrimidine-deoxynucleoside 1'-dioxygenase）は、次の化学反応を触媒する酸化還元酵素である。
2'-デオキシウリジン + 2-オキソグルタル酸 + O2 {\displaystyle \rightleftharpoons } ウラシル + 2-デオキシリボノラクトン + コハク酸 + CO2
反応式の通り、この酵素の基質は2'-デオキシウリジンと2-オキソグルタル酸とO2、生成物はウラシルと2-デオキシリボノラクトンとコハク酸とCO2である。補因子として鉄とアスコルビン酸を用いる。
組織名は2'-deoxyuridine,2-oxoglutarate:oxygen oxidoreductase (1'-hydroxylating)で、別名にdeoxyuridine-uridine 1'-dioxygenaseがある。